# Оруп, Иосиф Эдуардович
Иосиф Эдуардович Оруп (1911 год, село Ливчаны, Двинский уезд, Витебская губерния — 4 июля 1980 года, Краславский район, Латвийская ССР) — бригадир колхоза «Даугава» Краславского района Латвийской ССР. Герой Социалистического Труда (1966).

## Биография
Родился в 1911 году в белорусской крестьянской семье в деревне Ливчаны Двинского уезда. Окончил начальную школу. Трудовую деятельность начал 15-летним подростком в личном хозяйстве. Потом трудился по найму у зажиточных крестьян. После освобождения Латвийской ССР от немецкой оккупации был призван в ряды Красной Армии. Участвовал в Великой Отечественной войне на её завершающем этапе. Во время одного из сражений получил ранение.
После демобилизации возвратился на родину. Одним из первых вступил в 1948 году в сельскохозяйственную артель «Даугава» (позднее — одноимённый колхоз). Трудился рядовым колхозником, бригадиром. В эти же годы вступил в ВКП(б).
Полеводческая бригада под руководством Иосифа Орупа досрочно выполнила планы Семилетки (1959—1965) по выращиванию льна и заняла передовые места в республиканском социалистическом соревновании. Указом Президиума Верховного Совета СССР от 30 апреля 1966 года удостоен звания Героя Социалистического Труда «за успехи, достигнутые в увеличении производства и заготовок льна» с вручением ордена Ленина и золотой медали Серп и Молот.
Избирался членом Краславского райкома партии, депутатом Калниешского районного совета
После выхода на пенсию проживал в Краславском районе. Пенсионер союзного значения. Скончался в июле 1980 года.